# Pedro Mutindi

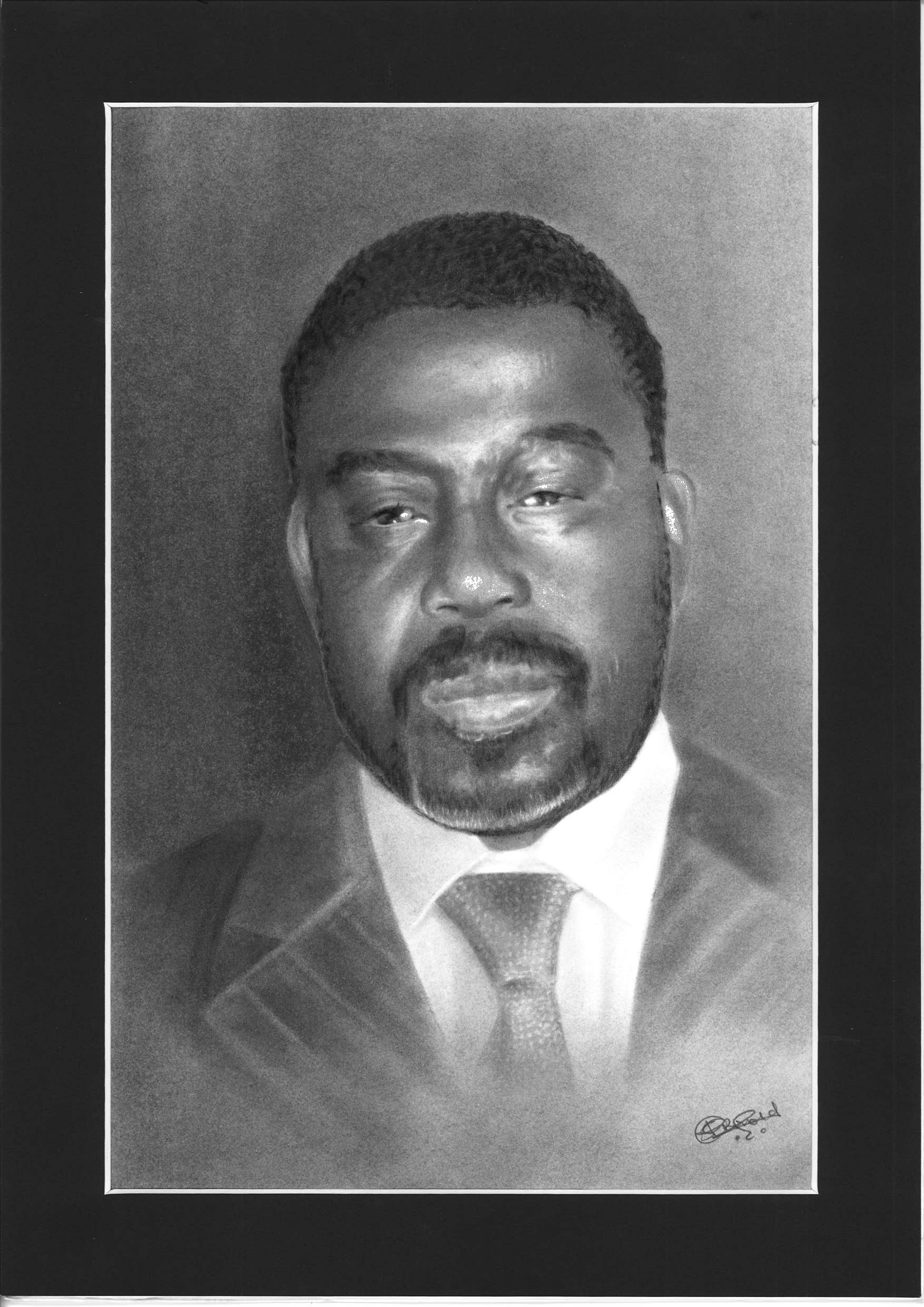
Portrait du Pedro Mutindi, Ministre de l'Hôtellerie et du Tourisme de Angola

Pedro Mutindi, homme politique angolais, est né le 30 juin 1954 à Mutano (province de Cunene).
Mutindi abandonne très tôt ses études, après le secondaire, pour travailler dans le bâtiment, aussi bien en Angola qu'en Namibie.

## Biographie
Entre 1973 et 1975, de retour dans son pays, il exerce comme professeur d'école primaire. À vingt-deux ans, en 1974, il entame sa carrière politique en intégrant, à Humbe, 
le MPLA, qu'il a connu grâce au programme « Angola Combattant ». Pendant deux ans, il vit réfugié à Mucope à cause du conflit avec l'UNITA.
À partir de là, luttant toujours pour les idéaux de l'indépendance et de la révolution en Angola, il exerce diverses fonctions à caractère organisationnel et institutionnel : en 1977, il est nommé membre du Comité Provincial du MPLA et participe à la commission préparatoire du premier congrès du parti ; en 1978, il est nommé commissaire municipal de Kahama, et l'année suivante, il devient commissaire provincial de Cunene ; en 1980, il est élu député et nommé président de l'Assemblée Populaire Provinciale de Cunene; en 1984, il est élu député de l'Assemblée du Peuple ; l'année suivante, il intègre le Comité Central du MLPA, puis en 1990, son bureau politique.
Pedro Mutindi occupe le poste de gouverneur de la province de Cuneme de 1983 à 2008, année où il entre à l'Assemblée Nationale. Il jouit dans cette province, comme dans le reste du sud de l'Angola, d'une popularité énorme. Il est actuellement ministre de l'Hôtellerie et du Tourisme du gouvernement de José Eduardo dos Santos. L'objectif de l'institution qu'il dirige est de parvenir à ce que le développement touristique de l'Angola, outre le fait de contribuer à renforcer les liens entre ses habitants, stimule l'économie nationale, accroisse l'activité et crée un marché du travail fleurissant qui permette d'améliorer la qualité de vie de ses concitoyens. Ce qui signifie un effort pour créer et rénover des infrastructures hôtelières
Pedro Mutindi a reçu la médaille du Travail, la médaille de l'amitié Angola-Cuba et la médaille des 50 ans de la fondation du MPLA